# Karmelietengevangenis

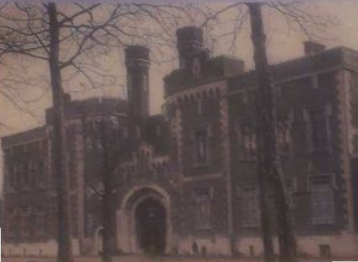
Voorgevel

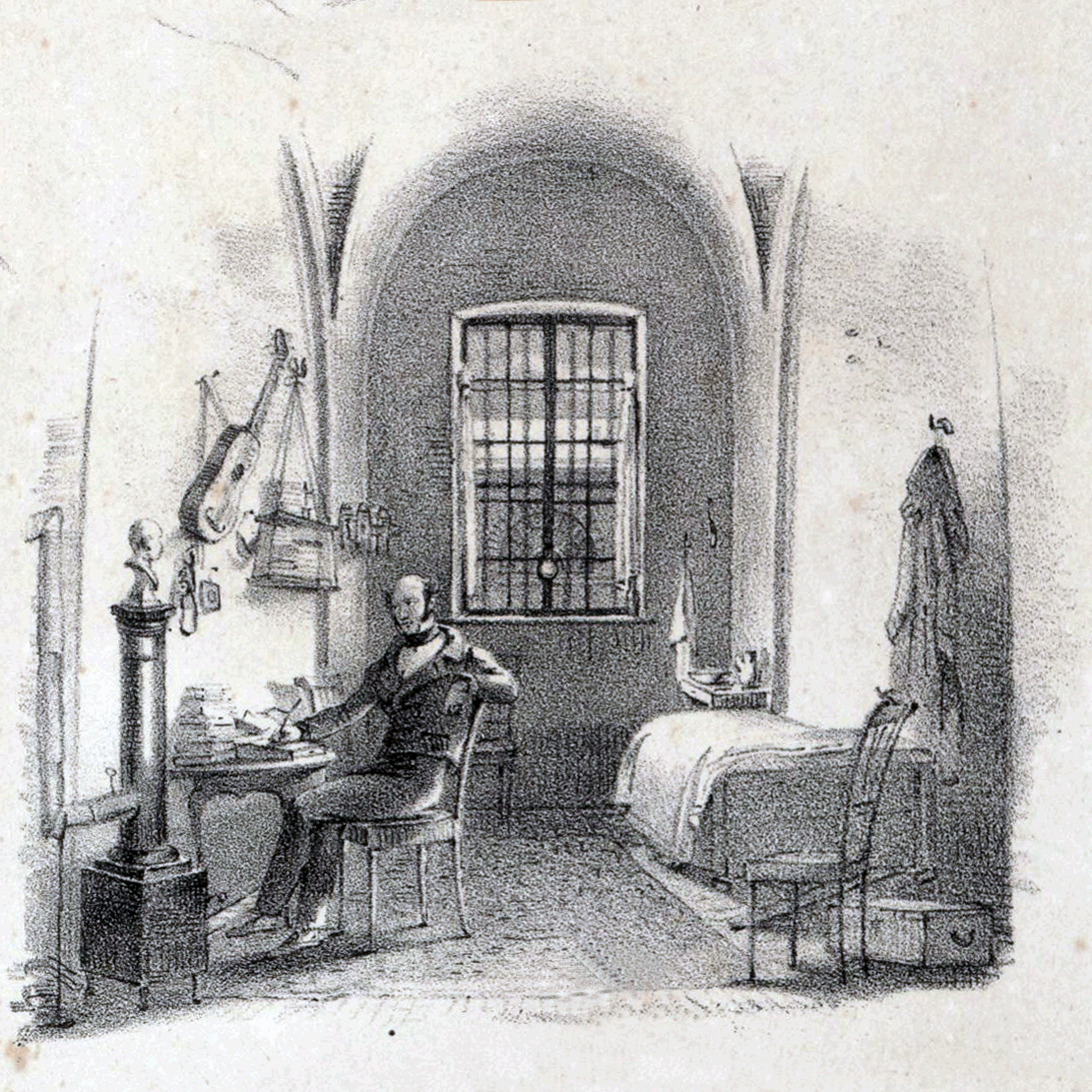
Louis de Potter tijdens zijn gevangenschap in 1828-1830

De Karmelietengevangenis (Frans: Prison des Petits-Carmes) is een gevangenis in Brussel die bestond in de 19e eeuw en gelegen was aan de huidige Karmelietenstraat.

## Geschiedenis
Op de plek van het afgebroken karmelietenklooster ontwierp architect Louis Damesme in 1812 een moderne gevangenis. Hij schikte de vleugels rond een vierkant binnenplein met een centraal paviljoen. Na overname van de werf door Jean-Alexandre Werry gebeurde de oplevering in 1816. In 1847 kwam er aan de straatkant een cellenblok in neotudorstijl naar ontwerp van Joseph Jonas Dumont.
Bij de opening in 1818 – het Franse bewind had ondertussen plaats geruimd voor de Nederlandse Tijd – diende het gebouw als Burgelijk gevang, naast de militaire gevangenis die nog tot 1824 in de Hallepoort bleef. Toen de Karmelietengevangenis dat jaar de beide rollen opnam, werd ze omgedoopt tot Huis van Burgelijke en Militaire Verzekering.
Bekende gevangenen waren Louis de Potter, die zijn revolutionaire activiteit in 1828-1830 voortzette vanuit zijn cel, en Paul Verlaine, die er aan de 32 gedichten van Cellulairement schreef en zijn ervaring nadien ook verwerkte in Mes prisons. Édouard Ducpétiaux zat in 1829-1830 opgesloten in de Karmelietengevangenis wegens een persmisdrijf. Hij kwam na de Belgische Revolutie, op 29 november 1830, terug als inspecteur-generaal van de gevangenissen. Zo ontwikkelde hij een nieuw criminologisch model voor de volgende generatie penitentiaire inrichtingen, dat gestalte kreeg in de Gevangenis van Sint-Gillis. Deze werd in 1884 in gebruik genomen als opvolger van de Karmelietengevangenis. In de plaats van die laatste kwam de Prins Albert Kazerne.

## Directeurs
- André-Napoléon Fontainas
- Adolphe Rousselle

## Voetnoten
1. ↑  Hij zat in de Karmelietengevangenis van 10 juli tot 24 oktober 1873 en verhuisde daarna naar de gevangenis van Bergen (zie: Gilles Negrello, De la verve poétique: le Verlaine seconde manière de Cellulairement, in: Recherches & Travaux, 2014, p. 31-46). Gearchiveerd op 11 februari 2023.